# Listerdyb
Listerdyb är en tidvattenkanal i Vadehavet i sydvästra Danmark. Den ligger på gränsen till Tyskland mellan öarna Rømø och Sylt.
Under en tidvattensperiod strömmar omkring 900 miljoner m3 vatten in och ut genom de fyra tidvattenkanalerna Grådyb, Knudedyb, Juvre Dyb och Listerdyb mellan öarna i Vadehavet.